# نيناد تودوروفيتش
نيناد تودوروفيتش هو لاعب كرة قدم صربي في مركز الدفاع، ولد في 26 مايو 1982 في باتشكا توبولا في صربيا. لعب مع زالايغيرزيغي تورنا إغيليت وسبارتاك سوبتيتسا ونادي أو إف كيه بيوغراد وهايدوك كولا.

## وصلات خارجية
- نيناد تودوروفيتش على موقع قاعدة بيانات كرة القدم.إي يو (الإنجليزية)